# بخش مرکزی شهرستان بندر ماهشهر
بخش مرکزی شهرستان ماهشهر یکی از بخشهای تابعه شهرستان ماهشهر در استان خوزستان در جنوب غربی ایران است.

## تقسیم‌بندی کشوری
- بخش مرکزی
  - دهستان جراحی

شهرها: بندر ماهشهر و چمران و سربندر

## جمعیت
بنابر سرشماری مرکز آمار ایران، جمعیت بخش مرکزی شهرستان ماهشهر در سال ۱۳۹۵ برابر با ۲۱۷۱۸۶ نفر بوده است.